# Cesáreo Victorino
Cesáreo Victorino Mungaray (ur. 19 marca 1979 w mieście Meksyk) – meksykański piłkarz występujący najczęściej na pozycji ofensywnego pomocnika. Posiada także obywatelstwo hiszpańskie.
Jest synem Cesáreo Victorino Ramíreza, innego meksykańskiego piłkarza.
W latach 1998–2001 rozegrał 13 spotkań w reprezentacji Meksyku. Grał w młodzieżowych mistrzostwach świata w roku 1999 oraz w Copa América w roku 2001.